# Opel Vita
Opel Vita war die Modellbezeichnung für ein Pkw-Modell aus dem Kleinwagensegment der Marke Opel. Sie wurde in Ostafrika und in Japan für den Opel Corsa B und C benutzt.
Die Fahrzeuge wurden bei General Motors East Africa in Kenia montiert. Der Name „Corsa“ konnte  in Japan nicht verwendet werden, weil es schon einen Toyota Corsa gab.

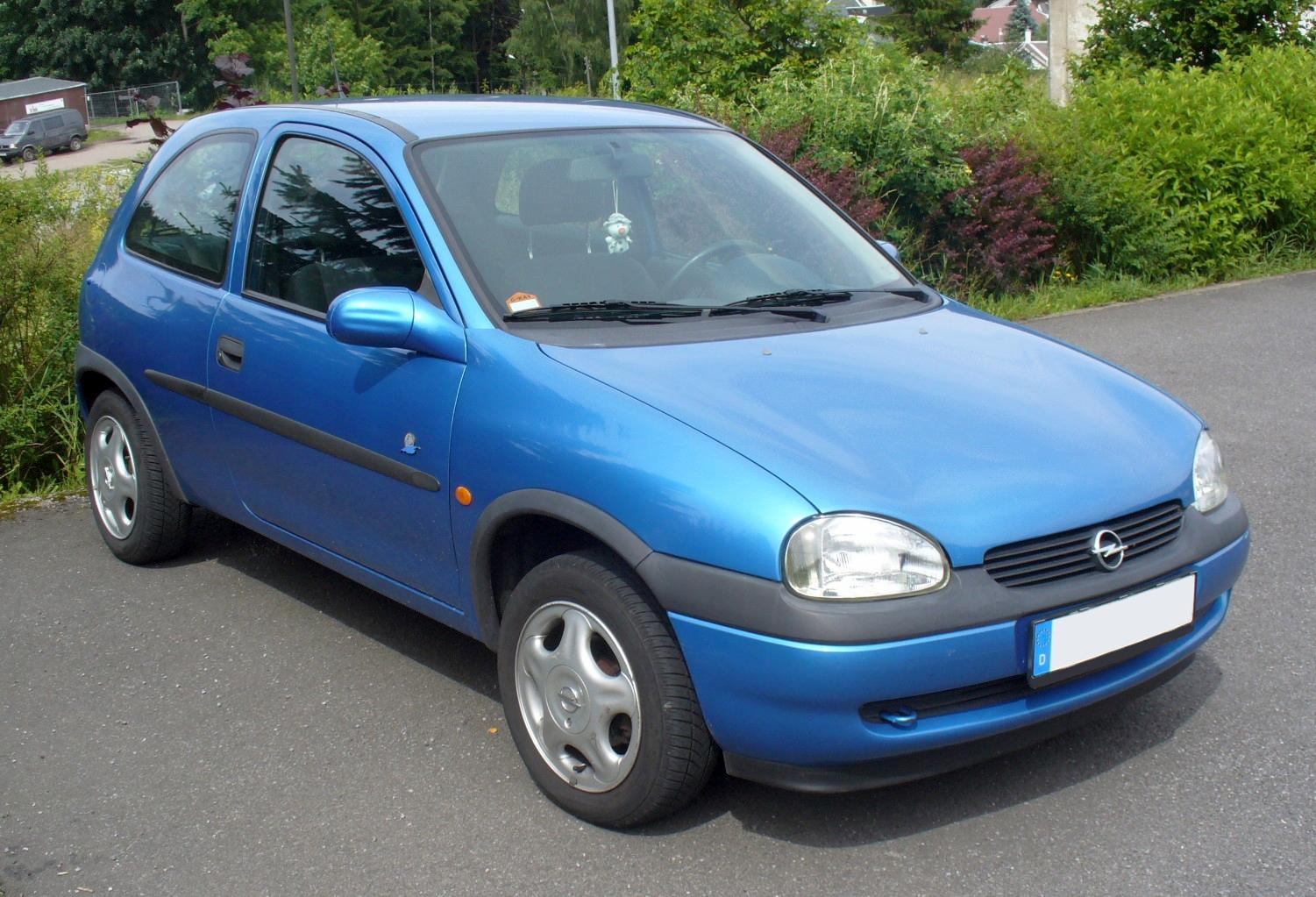
1. Generation 1995 bis 2001
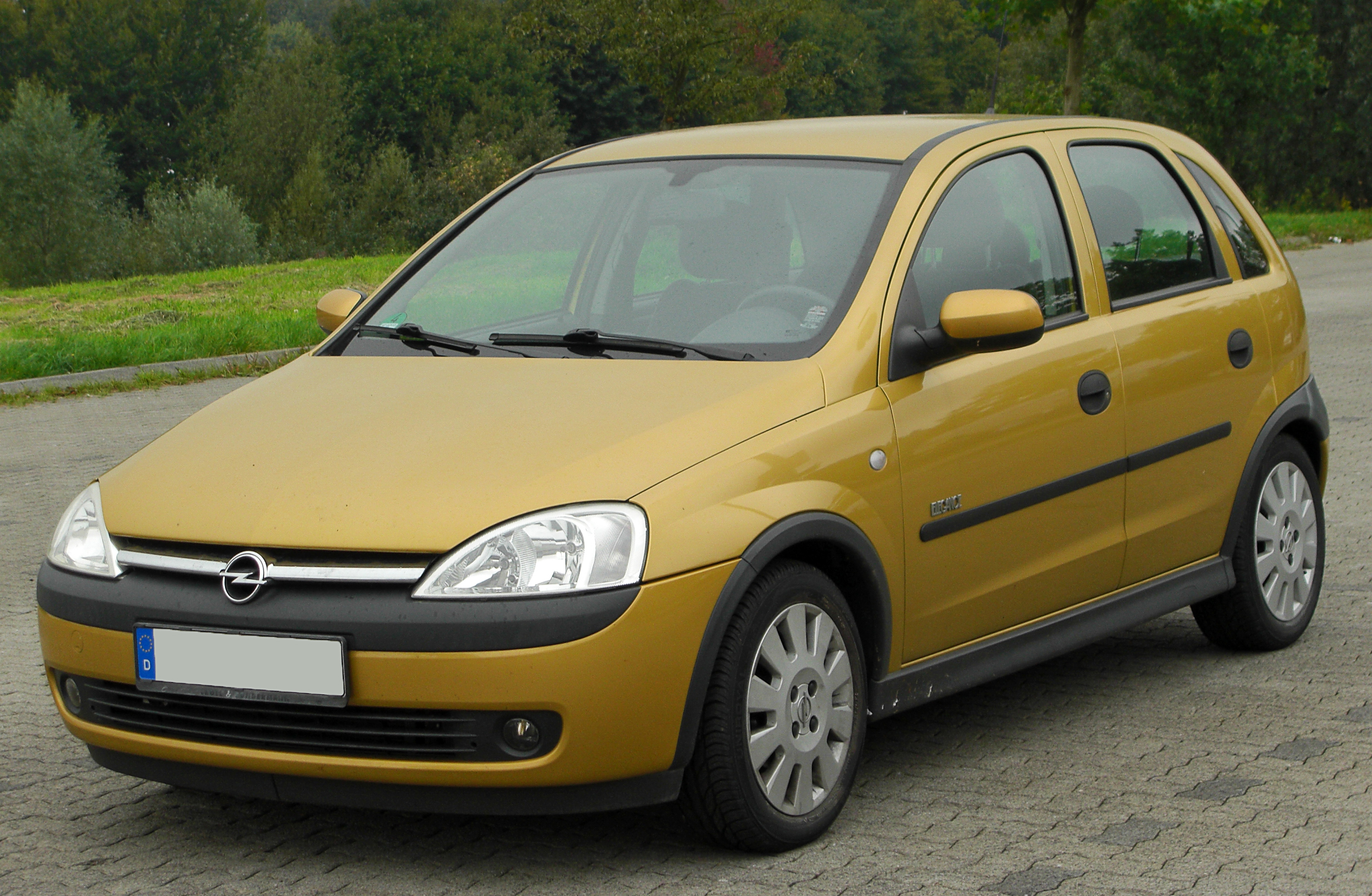
2. Generation 2001 bis 2009